# Greylock Partners
Greylock Partners ist eines der ältesten Risikokapital-Unternehmen, gegründet 1965, mit gebundenem Kapital von über zwei Milliarden Dollar. Das Unternehmen konzentriert sich auf Start-Up-Unternehmen im Verbraucher-, Unternehmens-Software und Infrastruktur, sowie Halbleiter-Sektor.
Heute betreibt Greylock Büros in der Bay Area, Cambridge, Israel und Indien.
Greylock wurde 1965 von Bill Elfers und Dan Gregory gegründet, kurz darauf trat Charlie Waite bei. Bill und Charlie hatten beide bei American Research and Development Corporation, einer der landesweit ersten Firmen im Risikokapitalsegment, während Dan ein Investmentmanager bei John P. Chase war. Das ursprüngliche Kapital (9 Millionen Dollar insgesamt) kam von einer Gruppe von sechs prominenten Familien, alle von ihnen sind noch Investoren in Greylock. In den folgenden 43 Jahren hat Greylock eine Reihe von Partnerschaften erlangt, mit aktuellen zugesagten Kapital von mehr als 2 Milliarden Dollar, und war beim Aufbau von über 300 Start-Up-Unternehmen beteiligt.

## Finanzierung
Greylock Partners wurde in einer Serie von dreizehn Kommanditgesellschaften gegründet, beginnend im Jahre 1965. In folgenden Jahren bis 2009 kamen dann weitere Partner hinzu. Am 2. November 2009 verkündete Greylock Reid Hoffman, LinkedIn Co-Founder, als Partner engagiert zu haben. Greylock startete im Jahr 2006 Greylock Israel, ein separater Fonds für Israel. Gebundenes Kapital für die Greylock Partnerschaften erwirtschafteten mehr als 2 Milliarden Dollar.

## Wesentliche Investitionen
Greylocks investierte bisher unter anderen in Airbnb, Ascend Communications, CipherTrust, Data Domain, Digg, Discourse, Facebook, Farecast, LinkedIn, SunEdison, Typesafe, Xircom, Instagram, Zipcar, Payoneer, AppDynamics und Sumo Logic.

## Weitere Engagements
- William W. Helman, ein Partner in der Firma, ist ein Mitglied des Vorstands der Harvard Management Company.[2]
- Die letzte Zeile von Aneel Bhusris Forbes-Profil, einem Partner von Greylock: „Personal distraction: obsessed with the Boston Red Sox.“ Bhursi war stellvertretender Vorsitzender bei PeopleSoft, bevor er Greylock beitrat.[3]